# 普魯赫尼克
普魯赫尼克是波蘭的城鎮，位於該國東南部，距離首府熱舒夫39公里，由喀爾巴阡山省負責管轄，2007年人口3,519。在第一次瓜分波蘭中，該鎮在1772被納入奧地利管治範圍。
49°55′N 22°31′E / 49.917°N 22.517°E